# Иннэль-Катарылькы
Иннэль-Катарылькы — река в России, протекает по территории Ямало-Ненецкого автономного округа. Приток Катарылькы. Длина реки составляет 12 км.
Система водного объекта: Катарылькы → Таз → Тазовская губа → Карское море.

## Данные водного реестра
По данным государственного водного реестра России относится к Нижнеобскому бассейновому округу, водохозяйственный участок реки — Таз. Речной бассейн реки — Таз.
Код объекта в государственном водном реестре — 15050000112115300069664.